# Riccardo Perotti
Riccardo Perotti (Manta, 31 de diciembre de 1963) es un músico ecuatoriano. Con una actividad prolífica de más de tres décadas en la escena ecuatoriana como cantautor, compositor, promotor y productor musical, ha grabado varios álbumes de estudio y en vivo, participado en producciones televisivas y también en la promoción de diversos festivales, entre ellos el histórico Pululahua, Rock desde el Volcán de 1999.

## Inicios
Durante su adolescencia conformó el trío musical Harvest, junto a David Gilbert y Pablo De La Torre, con quienes graban en 1979 el EP Renaissance, experiencia que conduciría a Perotti a estudiar en el Berklee College of Music de Boston durante los años ochenta. De regreso al país, en 1988 es designado director de audio de la productora Octavo Arte, creando el sello musical Ávalon, que lanza la carrera musical de Ricardo Williams, en ese entonces conocido como Dómino. En 1989, como cantautor alcanza las finales del Festival MTV en Ecuador, organizado por el programa MTV Internacional, conducido por Deysi Fuentes y transmitido en ese entonces por Gamavisión. También participa en la serie de Ecuavisa El Ángel de Piedra, interpretando junto a Ricardo Williams el tema "Ángel". En 1990 inicia formalmente su carrera como solista con el sencillo "Quien te ha dicho (que el amor es fácil)", con gran aceptación a nivel local, y que formaría parte del EP Traficando un amanecer, recibiendo en 1991 el reconocimiento de "Artista Revelación" por parte de la estación de radio JC La Bruja 107.3 FM.

## Años 1990
En 1993 participa en la banda sonora de la miniserie No quiero ser bella de Teleamazonas con el tema "Aunque no sé dónde estás". En 1994 publica su primer álbum de larga duración Palabras Grandes, que recopila las canciones de su disco debut y promociona durante 1995 los nuevos cortes "Duro de matar" y "Basta con que estés", con gran difusión a nivel nacional.
En 1997, con auspicio del desaparecido impreso ecuatoriano Diario Hoy publica el disco split Lo mejor de Perotti & Williams, que recopila temas de su autoría y del músico quiteño Ricardo Williams.
En 1998, junto al funcionario Julio Bueno del Municipio de Quito impulsa el festival internacional Pululahua, Rock desde el Volcán, mismo que se llevó a cabo en febrero de 1999 con la presencia de músicos como La Ley, Babasónicos, Lucybell, Nito Mestre, Fabiana Cantilo, Pedro Aznar y otros exponentes, junto a quienes también compartió escenario con la agrupación Riccardo Perotti y Los Miserables.

## Años 2000
Culminando el siglo XX e iniciando el siglo XXI, Ricardo Perotti publica Aurora Café, disco que no goza de la misma recepción de Palabras Grandes en el mercado ecuatoriano. Sin embargo, el artista se reivindica en 2001 con el tema "Tierra de luz", relanzado además en 2004 para conmemorar el 25 aniversario de la declaratoria de Quito como Patrimonio Cultural de la Humanidad por la Unesco, con la colaboración de Francisco Terán, Juan Fernando Velasco, Felipe Jácome de Tercer Mundo, Las Lolas y Ricardo Williams. 
En 2005 publica su tercer álbum, Bicicletas de Marzo, cuyos temas "Ángeles de paso" y "Espérame" vuelven a alcanzar gran difusión en las radiodifusoras ecuatorianas. 
En 2006, junto al músico argentino-ecuatoriano Alberto Caleris y al músico alemán Alois Braun conforman el trío Perotti-Caleris-Braun, girando entre 2007 y 2010 por España, Francia, Alemania, Bélgica, Holanda, Suiza, Austria y Lituania. De esta experiencia surge el álbum The Miami Sessions, editado en 2008.

## Actualidad
Durante la década de 2010, Riccardo Perotti se radicó en Miami, Estados Unidos, en donde ha trabajado como músico y productor musical. En mayo de 2016 participó del concierto internacional Ecuador aquí Estoy, en beneficio de los damnificados por el terremoto de Manabí y Esmeraldas del 16 de abril de ese año.
En 2018 publica el álbum Todos estos años, que recopila sus temas más destacados desde 1990. El mismo año publica también un nuevo disco de estudio, Lo que te toca, promocionando el tema "El cuerpo del delito", de gran difusión en redes sociales.
En el contexto de la pandemia por Covid-19, en junio de 2020 difunde el tema "Esto también pasará", con participación de sus hijas Isabella y Martina Perotti.

## Discografía
- Traficando un amanecer (EP, 1990)
- Palabras Grandes (1994)
- Aurora Café (2000)
- Bicicletas de Marzo (2004)
- Todos estos años (2018)
- Lo que te toca (2018)

Junto a Ricardo Williams:
- Lo mejor de Perotti & Williams (split, 1997)

### Harvest
- Renaissance (1979)

### Perotti-Caleris-Braun
- The Miami Sessions (2008)